# Glottran
Glottran är en sjö i Nyköpings kommun i Södermanland och ingår i Svärtaåns huvudavrinningsområde. Sjön har en area på 0,378 kvadratkilometer och ligger 19,1 meter över havet, cirka 20 kilometer norr om centrala Nyköping. Sjön ligger i anslutning till småorten Lid och har en av Nyköpings kommuns offentliga badplatser Ånstabadet.

## Delavrinningsområde
Glottran ingår i det delavrinningsområde (653101-156735) som SMHI kallar för Utloppet av Kappstasjön. Medelhöjden är 32 meter över havet och ytan är 12,29 kvadratkilometer. Det finns ett avrinningsområde uppströms, och räknas det in blir den ackumulerade arean 24,9 kvadratkilometer. Storån som avvattnar avrinningsområdet har biflödesordning 2, vilket innebär att vattnet flödar genom totalt 2 vattendrag innan det når havet efter 27 kilometer. Avrinningsområdet består mestadels av skog (45 procent), öppen mark (12 procent) och jordbruk (29 procent). Avrinningsområdet har 1,38 kvadratkilometer vattenytor vilket ger det en sjöprocent på 11,3 procent.